# Ivan Koutchouhoura-Koutcherenko
Ivan Koutchouhoura-Koutcherenko (en ukrainien : Іван Іович Кучугура-Кучеренко), né le 7 juillet 1878 à Mourafa, dans l'oblast de Kharkiv et mort en 1937, est l'un des kobzars les plus éminents de l'Ukraine.

## Biographie
Né le 7 juillet 1878 à Mourafa dans l'actuel raïon de Bohodoukhiv, il devient aveugle à l'âge de trois ans de l’œil gauche et presque de l'autre, orphelin à l'age de huit ans. Il est l'élève de Pavlo Hachtchenko, et l'un des invités du XIIe congrès archéologique de Russie qui met l'accent sur la culture des kobzars et bandouristes. Il est invité à de nombreux congrès, de Myrhorod à Saint-Pétersbourg et reconnu artiste du Peuple d'Ukraine en 1919 puis artiste du peule de la République socialiste soviétique d'Ukraine en 1925. Il est arrêté et déporté dans les camps du goulag en 1939. La date de son décès est sujette à controverse, 1947 selon la doxa soviétique, 1937 ou 1943 selon l'Encyclopedia of Ukraine.